# Пятигорский сельский совет (Харьковская область)
Пятигорский сельский совет — входит в состав Балаклейского района Харьковской области Украины.
Административный центр сельского совета находится в посёлке Пятигорское .

## История
- 1952 — дата образования.

## Населённые пункты совета
- поселок Пятигорское
- село Глазуновка
- село Серафимовка